# 요네쿠라 료코
요네쿠라 료코(米倉 涼子, 1975년 8월 1일 ~)는 일본의 배우이다.
1992년에 열린 제6회 일본 미소녀 선발대회에서 특별상을 수상했으며, 1993년 모델로 데뷔했다. 2002년에는 지진희와 한일 합작 드라마 《소나기 비 갠 오후》에 출연했다. 마쓰모토 세이초의 소설을 원작으로 한 드라마에 출연하는 일이 많다.

## 출연 작품

### 드라마
- 일기예보의 연인 (2000년)
- 성형미인 (2002년)
- 소나기 비 갠 오후 (2002년, 한일 합작 드라마)
- 아내는 요술쟁이 (2004년)
- 마쓰모토 세이초 검은 수첩 (2004년)
- 아내는 요술쟁이 리턴즈 (2004년)
- 마쓰모토 세이초 검은 수첩 스페셜 (2005년)
- 여계가족 (2005년)
- 마쓰모토 세이초 짐승의 길 (2006년)
- 불신할 때 (2006년)
- 마쓰모토 세이초 나쁜 녀석들 (2007년)
- 어깨너머의 연인 (2007년, TBS) - 주연·하야사카 모에 역
- 교섭인~THE NEGOTIATOR~ (TV 아사히) - 주연·우사기 레이코 역
  - 교섭인~THE NEGOTIATOR~ (2008년)
  - 교섭인 스페셜~THE NEGOTIATOR~ (2009년)
  - 교섭인~THE NEGOTIATOR~ II (2009년)
- 몬스터 페어런트 (2008년, 후지 TV)
- 얼음 꽃 (2008년, TV 아사히)
- 나사케의 여자 ~국세청 감찰관~ (TV 아사히) - 주연·마츠다이라 마츠코 역
  - 나사케의 여자 ~국세청 감찰관~ (2010년)
  - 나사케의 여자 스페셜 ~국세국 사찰관~ (2012년)
- HUNTER~그 여자들, 현상금 사냥꾼~ (2011년, 간사이 TV)
- 마츠모토 세이초 뜨거운 공기 (2012년, TV 아사히)
- 닥터-X~외과의 다이몬 미치코~ (2012년 10월 - 12월, TV 아사히) - 주연·다이몬 미치코 역
- 35세의 고교생 (2013년 4월 - 6월, 닛폰 TV) - 주연
- 리갈 V ~전 변호사 타카나시 쇼코~ (TV 아사히)

### 영화
- 2008년 《벚꽃 동산》
- 2010년 《교섭인 더 무비》
- 2012년 《어벤져스》 블랙 위도(일본판 더빙)